# Alexander Iossifowitsch Schalnikow
Alexander Iossifowitsch Schalnikow (russisch Александр Иосифович Шальников; wissenschaftl. Transliteration Aleksandr Iosifovič Šal'nikov; engl. Transkription Alexander Iosifovich Shalnikov; * 27. Apriljul. / 10. Mai 1905greg. in Sankt Petersburg; † 6. September 1986 in Moskau) war ein russischer Physiker.
Bis 1928 studierte er am Polytechnischen Institut in Leningrad. Er erforschte dann er auf dem Gebiet der Festkörperphysik den Aufbau und Eigenschaften alkalischer Metalle bis 1933. Bis 1946 untersuchte er Oberflächenphänomene von Zwischenzuständen bei Supraleitern und entwickelte 1960 ein Messgerät für die Erfassung der Werte von flüssigem Helium in Metallgefäßen. Ferner forschte er über das Verhalten von Kolloiden bei Tiefsttemperaturen und über die Entwicklung von dünnen supraleitenden Metallfilmen für die Herstellung gedruckter Schaltungen und integrierten Schaltkreisen.
1946 wurde er zum korrespondierenden Mitglied der Akademie der Wissenschaften der UdSSR und 1972 zum Vollmitglied gewählt. 1972 erhielt er die Lebedew-Goldmedaille der Akademie der Wissenschaften. Er erhielt den Staatspreis der UdSSR (1948, 1949, 1953, 1985), den Leninorden (1953, 1985), den Orden des Roten Banners der Arbeit (1945, 1949, 1954, 1956, 1975) sowie andere staatliche Auszeichnungen.